# 多賀城市立東豊中学校
多賀城市立東豊中学校（たがじょうしりつ とうほうちゅうがっこう）は、宮城県多賀城市笠神五丁目にある市立中学校。

## 概要
2018年度現在の生徒数は266人、職員21人で多賀城市内の中学校全4校中、一番生徒、職員数が少ない。
- 学級数 - 1年生3クラス、2年生2クラス、3年生3クラス、特別支援2クラス
- 生徒数 - 合計266名

## 沿革
- 1987年（昭和62年）4月1日 - 多賀城中学校より分離開校

## 教育方針
- 校訓
  - 自主 敬愛
- 教育目標
  - 進んで学び、思いやりを持ち、主体的にたくましく生きる生徒の育成
- 育てたい生徒像
  - 「自ら求めて学び、よく考える生徒
  - 「心豊かで、思いやりをもって行動できる生徒」
  - 「丈夫な身体で、夢を求め続ける生徒」

## 部活動

### 運動部
- 野球部
- 女子ソフトテニス部
- バレーボール部 男子が県大会出場
- バスケットボール部
- 剣道部 - 全国大会出場
- 弓道部 - 県大会入賞
- 陸上部（臨時）
- 水泳部（臨時）
- 駅伝部（臨時）

### 文化部
- 吹奏楽部 - 県大会出場
- 美術部

## 通学区域
- 多賀城市
  - 丸山2丁目[1]
  - 笠神1丁目の一部（4番から21番まで）、2丁目の一部（1番から10番まで及び17番）、3丁目-5丁目
  - 大代1丁目-6丁目(七ヶ浜の一部も加える)